# 斋堂镇
斋堂镇，是中华人民共和国北京市门头沟区下辖的一个镇，位于太行山脉清水河流域。

## 行政区划
斋堂镇下辖以下地区，其中有爨底下村和灵水村是中国历史文化名村。爨底下村、黄岭西村、灵水村是中国传统村落。
斋堂小城镇社区、西斋堂村、东斋堂村、马栏村、火村、高铺村、青龙涧村、黄岭西村、双石头村、爨底下村、柏峪村、牛站村、白虎头村、新兴村、向阳口村、沿河城村、王龙口村、沿河口村、龙门口村、林字台村、西胡林村、东胡林村、军响村、桑峪村、灵水村、法城村、杨家村、张家村、吕家村和杨家峪村。

## 交通
丰沙铁路：沿河城站
斋堂镇境内的斋堂公交场站有多条公交线路开往门头沟斋堂镇和清水镇境内的多个村庄

## 中国传统村落
- 2013年8月，马栏村获批第二批中国传统村落。
- 2014年11月，沿河城村被评为第三批中国传统村落。
- 2016年12月，西胡林村被评为第四批中国传统村落。